# Championnat du Lesotho de football 2008-2009
Navigation
Édition précédente Édition suivante
La saison 2008-2009 du Championnat du Lesotho de football est la quarantième édition du championnat de première division au Lesotho. Les seize équipes engagées sont regroupées au sein d'une poule unique où elles affrontent deux fois leurs adversaires, à domicile et à l'extérieur. En fin de saison, les deux derniers du classement sont relégués et remplacés par les deux meilleurs clubs de deuxième division.
C'est le Lioli FC qui remporte la compétition cette saison après avoir terminé en tête du classement, avec trois points d'avance sur le Lesotho Defence Force FC. C'est le deuxième titre de champion du Lesotho de l'histoire du club.

## Participants
- Lesotho Defence Force FC
- Likhopo FC
- Joy FC
- Lesotho Correctional Services
- Matlama FC
- Linare FC
- LMPS FC
- Swallows FC
- Lerotholi Polytechnics FC
- Botha Bothe Roses FC - Promu de D2
- Lioli FC
- Naughty Boys FC
- Mphatlalatsane FC
- Matjantja FC
- Roma Rovers
- Sekamaneng Young Stars FC - Promu de D2

## Compétition

### Classement
Le classement est établi sur le barème de points classique : victoire à 3 points, match nul à 1, défaite à 0.
| Rang | Équipe                         | Pts | J  | G  | N  | P  | Bp | Bc | Diff |
| ---- | ------------------------------ | --- | -- | -- | -- | -- | -- | -- | ---- |
| 1    | Lioli FC                       | 72  | 30 | 22 | 6  | 2  | 60 | 16 | +44  |
| 2    | Lesotho Defence Force FC       | 69  | 30 | 21 | 6  | 3  | 50 | 11 | +39  |
| 3    | Lesotho Correctional ServicesT | 61  | 30 | 18 | 7  | 5  | 68 | 28 | +40  |
| 4    | LMPS FCC                       | 53  | 30 | 15 | 8  | 7  | 34 | 26 | +8   |
| 5    | Matlama FC                     | 52  | 30 | 14 | 10 | 6  | 39 | 28 | +11  |
| 6    | Likhopo FC                     | 43  | 30 | 11 | 10 | 9  | 39 | 27 | +12  |
| 7    | Mphatlalatsane FC              | 43  | 30 | 12 | 7  | 11 | 28 | 26 | +2   |
| 8    | Joy FC -3                      | 42  | 30 | 12 | 8  | 9  | 40 | 32 | +8   |
| 9    | Linare FC                      | 39  | 30 | 10 | 9  | 11 | 43 | 42 | +1   |
| 10   | Roma Rovers                    | 33  | 30 | 7  | 12 | 11 | 26 | 35 | -9   |
| 11   | Lerotholi Polytechnics FC      | 32  | 30 | 8  | 8  | 14 | 35 | 42 | -7   |
| 12   | Swallows FC                    | 29  | 30 | 7  | 8  | 15 | 17 | 30 | -13  |
| 13   | Botha Bothe Roses FCP          | 27  | 30 | 6  | 9  | 15 | 32 | 51 | -19  |
| 14   | Matjantja FC                   | 26  | 30 | 6  | 8  | 16 | 18 | 39 | -21  |
| 15   | Naughty Boys FC                | 24  | 30 | 6  | 6  | 18 | 30 | 61 | -31  |
| 16   | Sekamaneng Young Stars FCP     | 8   | 30 | 1  | 5  | 24 | 10 | 75 | -65  |

|  | Champion du Lesotho 2008-2009                                                           |
|  | Relégation en deuxième division                                                         |
|  | T : Tenant du titre C : Vainqueur de la Coupe du Lesotho P : Promu de deuxième division |

## Bilan de la saison
| Championnat du Lesotho de football 2008-2009                        |                           |
| Champion                                                            | Lioli FC (2e titre)       |
| Coupes et trophées                                                  |                           |
| Vainqueur de la Coupe du Lesotho 2008-2009                          | LMPS FC                   |
| Qualifications continentales                                        |                           |
| Ligue des champions de la CAF 2010                                  | Aucun                     |
| Coupe de la confédération 2010                                      | Aucun                     |
| Promotions et relégations                                           |                           |
| Promus en Championnat du Lesotho de football                        | Nyenye Rovers             |
| Promus en Championnat du Lesotho de football                        | Bantu United              |
| Relégués en Championnat du Lesotho de football de deuxième division | Naughty Boys FC           |
| Relégués en Championnat du Lesotho de football de deuxième division | Sekamaneng Young Stars FC |